# Castlevania: Symphony of the Night
Castlevania: Symphony of the Night – komputerowa gra platformowa należąca do podgatunku Metroidvanii. Wydana pierwotnie przez Konami w Japonii 20 marca 1997 na konsolę PlayStation, rok później zyskała port na konsolę Sega Saturn w którym dodano kilka nowości (m.in. nowe poziomy czy kolejną grywalną postać - Marię Renard), jednak ze względu na krótki okres życia konsoli autorom zabrakło czasu na dopracowanie portu, przez co w tej wersji gra miała problemy z grafiką i czasami ładowania.

## Fabuła
Castlevania: Symphony of the Night rozpoczyna się w momencie zakończenia poprzedniej gry z serii - Castlevania: Rondo of Blood, kiedy Richter Belmont starł się w zwycięskim pojedynku z Drakulą. Parę lat po jego pokonaniu Richter zaginął, a zamek Drakuli nagle pojawił się ponownie. Na miejsce przybywa syn Drakuli Alucard (będący grywalną postacią) spotykając na drodze Marię Renard, która niegdyś walczyła u boku Richtera i poszukuje go.

## Rozgrywka
Castlevania: Symphony of the Night łączy cechy klasycznej dwuwymiarowej gry platformowej rodem z poprzednich części z elementami RPG. Rozgrywka jest nieliniowa - gracz może swobodnie eksplorować zamek Drakuli, jednakże dostęp do niektórych części jest możliwy dopiero po zdobyciu konkretnej umiejętności..